# Tirodi
Tirodi là một thị trấn thống kê (census town) của quận Balaghat thuộc bang Madhya Pradesh, Ấn Độ.

## Địa lý
Tirodi có vị trí 21°41′B 79°42′Đ / 21,68°B 79,7°Đ Nó có độ cao trung bình là 375 mét (1230 feet).

## Nhân khẩu
Theo điều tra dân số năm 2001 của Ấn Độ, Tirodi có dân số 8847 người. Phái nam chiếm 49% tổng số dân và phái nữ chiếm 51%. Tirodi có tỷ lệ 65% biết đọc biết viết, cao hơn tỷ lệ trung bình toàn quốc là 59,5%: tỷ lệ cho phái nam là 75%, và tỷ lệ cho phái nữ là 56%. Tại Tirodi, 15% dân số nhỏ hơn 6 tuổi.